# Wörth an der Lafnitz
Wörth an der Lafnitz è una frazione di 379 abitanti del comune austriaco di Rohr bei Hartberg, nel distretto di Hartberg-Fürstenfeld (Stiria). Già comune autonomo, il 1º gennaio 2015 è stato aggregato a Rohr bei Hartberg.